# Daniel Brendel von Homburg

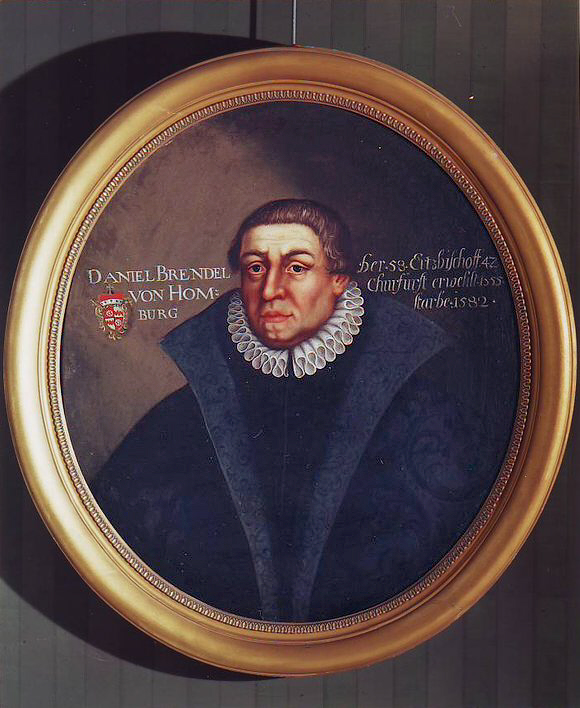
Kurfürst-Erzbischof Daniel Brendel von Homburg

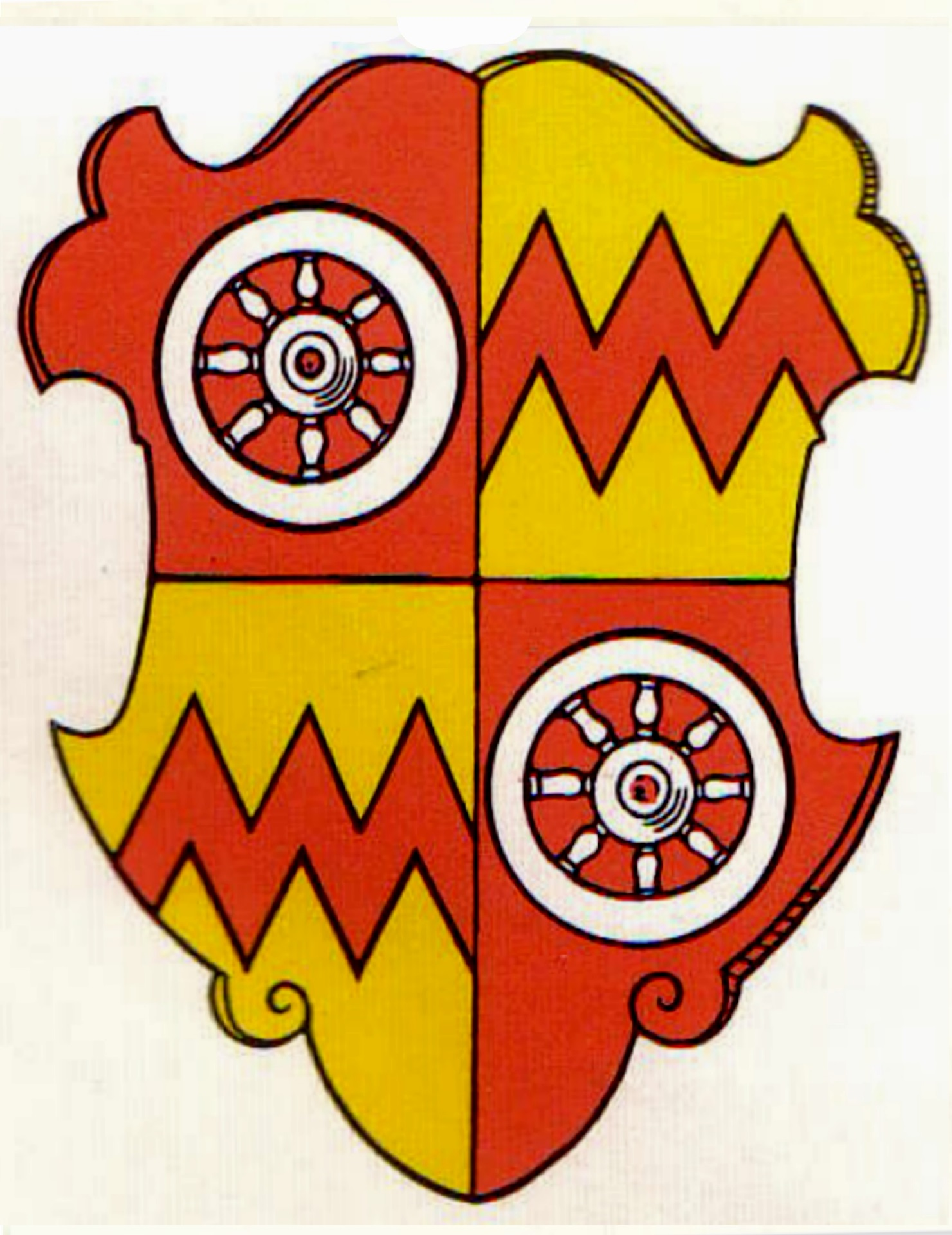
Wappen des Erzbischofs von Mainz

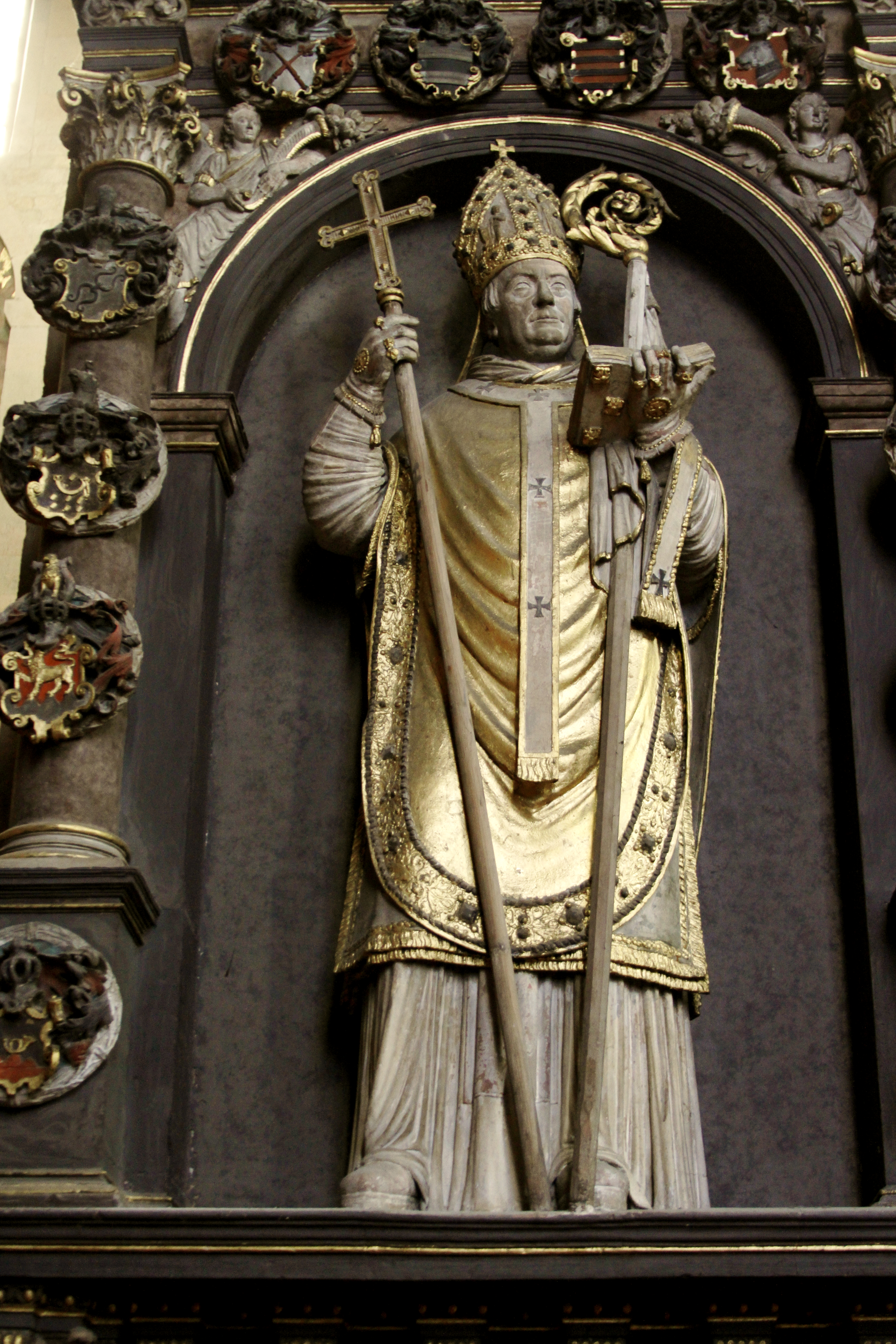
Epitaph im Mainzer Dom.

Daniel Brendel von Homburg (* 22. März 1523 in Aschaffenburg; † 22. März 1582 ebenda) aus der Familie Brendel von Homburg war ab 1555 Kurfürst und Erzbischof von Mainz.

## Leben
Er war der Sohn des Friedrich Brendel von Homburg, Kurmainzer Vizedom in Aschaffenburg, und dessen Gattin Margaretha geb. Riedesel von Bellersheim. Er trat in den geistlichen Stand ein. Als Speyerer Domherr und Domscholaster wurde er 1548 auch Domkapitular in Mainz.
Am 22. April 1555 wählte man ihn zum Erzbischof von Mainz, wobei er nur eine Stimme mehr bekam als sein eher lutherisch gesinnter Rivale, Pfalzgraf Reichard. Die Bischofsweihe erhielt er an Pfingsten 1557 in Aschaffenburg durch den Speyerer Bischof Rudolf von und zu Frankenstein, der sich auch nachhaltig für seine Wahl eingesetzt hatte.
Er starb 1582 und wurde im Mainzer Dom bestattet.
Sein Neffe (Sohn seiner Schwester) Johann Adam von Bicken († 1604) setzte als Mainzer Erzbischof die Arbeit im Sinne des Onkels fort.
Der spätere Wormser Bischof Johann Karl von und zu Franckenstein (1610–1691) war sein Großneffe (Enkel seines Bruders).

## Wirken
Sein Wirken als Oberhirte ist eng mit der Geschichte der Universität Mainz verknüpft, denn er gründete 1561 das Kolleg der Jesuiten in Mainz, das bereits 1568 mit mehreren hundert Mitgliedern als Teil der Universität offiziell anerkannt wurde. Erster Rektor wurde Pater Lambert Auer, den der Erzbischof auch als Berater schätzte. 1570 ging das Stift St. Gangolf ins Eigentum des Erzbischofs über, der es 1575 bis 1581 von dem von ihm bestellten Mainzer Dombaumeister Georg Robin im Renaissancestil zur Schlosskapelle der 1478 bis 1481 errichteten Festungsanlage Martinsburg ausbauen ließ. Die Jesuiten übernahmen daraufhin fast alle Lehrstühle der theologischen und philosophischen Fakultäten. Ein weiteres Kolleg, das sich auf seinen Gründungsgeist berufen kann, ist Heiligenstadt im Eichsfeld. Diese Gründung erfolgte 1575. Sie muss als Bestandteil der Gegenreformation gesehen werden und zeigt die Hochachtung Brendels gegenüber den Dekreten des Tridentinums.
Ganz weltlich wirkte der Kurfürst vor allem durch den Zukauf der Spessart-Grafschaft Rieneck mit Lohr und der Taunus-Grafschaft Eppstein-Königstein für den Kurstaat Mainz. Besonders hatte es ihm auch die Restaurierung alter Gemäuer angetan. Einige Beispiele hierfür sind:
- die Weyberhöfe mit den Gräbern des Adelsgeschlechtes von Cancrin in Sailauf,
- das ehemalige Wasserschloss Schloss Rothenbuch in Rothenbuch und
- die Martinsburg in Mainz,

die allesamt den Wirren der Bauernkriege zum Opfer gefallen waren.
Er war maßgeblich am Zustandekommen und am Verlauf des Frankfurter Kurfürstentages von 1558 beteiligt. Dort kam es zur reichsrechtlichen Bestätigung des Übergangs vom zurückgetretenen Kaiser Karl V. auf Ferdinand I. sowie zur Erneuerung des Kurvereinsgedankens.